# Casa consistorial d'Alcanyís
La Casa consistorial d'Alcanyís, és un edifici renaixentista construït al segle xvi, seguint un model de construcció estès pel territori aragonès que utilitza les estructures constructives de les cases senyorials per realitzar edificis per a ús públic.
L'edifici de la casa consistorial, igual que ocorre amb l'annexa llotja, va ser declarat Monument històric-artístic el 3 de juny de 1931, i es va publicar la declaració en la Gaseta de Madrid de 4 de juny del mateix any. A partir de 1985 va passar a considerar-se com Bé d'Interès Cultural, amb identificador autonòmic 7-INM-TER-019-013-001 i anotació ministerial RI-51-0000927. Ja entrat el segle xxi, el dia 16 d'abril de 2004, el Butlletí Oficial d'Aragó publica l'Ordre de 22 de març de 2004, del Departament d'Educació, Cultura i Esport, per la qual es completa la declaració originària de Bé d'Interès Cultural de la denominada «Casa Consistorial i Llotja» a Alcanyís (Terol), conforme a la Disposició Transitòria Primera de la Llei 3/1999, de 10 de març, de Patrimoni Cultural Aragonés.

## Història
La Vila d'Alcanyís inicia gestions per a la construcció d'un edifici que exerceixi les funcions de casa consistorial abans de mitjan segle xvi, en concret en 1547, fins que finalment va aconseguir acabar una construcció per a tals finalitats l'any 1570. De totes maneres la datació es fa de manera aproximada, ja que no existeixen documents com el contracte o la capitulació de l'obra, que avalin els anys indicats.
L'edifici està construït formant angle de noranta graus amb la llotja, i va patir successives reformes i ampliacions (sobretot en el seu interior) amb el pas dels anys. Pot considerar-se l'últim terç del segle xviii el final definitiu d'aquest procés de reformes, que conclou amb la col·locació (amb una inscripció amb l'any 1742), en l'obertura central de la façana principal de l'edifici pel que fa a la planta noble, de l'escut de la vila, malgrat les inscripcions que es conserven al gran pati interior en el qual es rememoren d'una banda la construcció (l'any 1570) com l'ampliació barroca (1797).
En 1977 es va considerar la possibilitat de la seva restauració i es va redactar un projecte dirigit per Luis A. Moreno i Fernando Murria.
Des de 1982 a 1984 s'han dut a terme diverses fases de restauració.

## Descripció
Es tracta d'un edifici de tres pisos amb dues façanes de diferent factura. La façana principal és de fàbrica de carreu, mentre que la lateral utilitza com a material constructiu el maó sobre basament de pedra.
La façana principal presenta tres altures separades per potents cornises, mentre que la façana lateral, que també té tres altures, aquestes se separen mitjançant impostes de pedra amb motllures poc ressaltades en la primera altura, mentre que s'utilitza maó en les dues últimes.
La planta baixa, en la façana principal s'obre en el seu eix central en arc de mig punt amb decoracions diverses, i flanquejat per pilastres també treballades. A banda i banda, s'obren dues finestres adovellades amb motllures. El fris de separació decorat i acabat amb una cornisa en volada. Per la seva banda, la planta baixa de la façana lateral presenta un parament llis amb una única obertura, la de la porta lateral en forma d'arc de mig punt, que presenta al seu torn sengles finestres a banda i banda d'aquesta.
La segona planta presenta dues finestres adovellades sobre sabates que al seu torn apean en pilastres rehundidas. Les obertures presenten columnes de fust cilíndric i estriat amb capitells jònics a manera de marc i aquestes suporten el fris i el frontó triangular amb el qual es remata la decoració d'aquests. Entre tots dues obertures queda espai per a una possible obertura central que estaria encegat i en lloc del qual es va col·locar en 1771 l'escut de la ciutat d'Alcanyís.

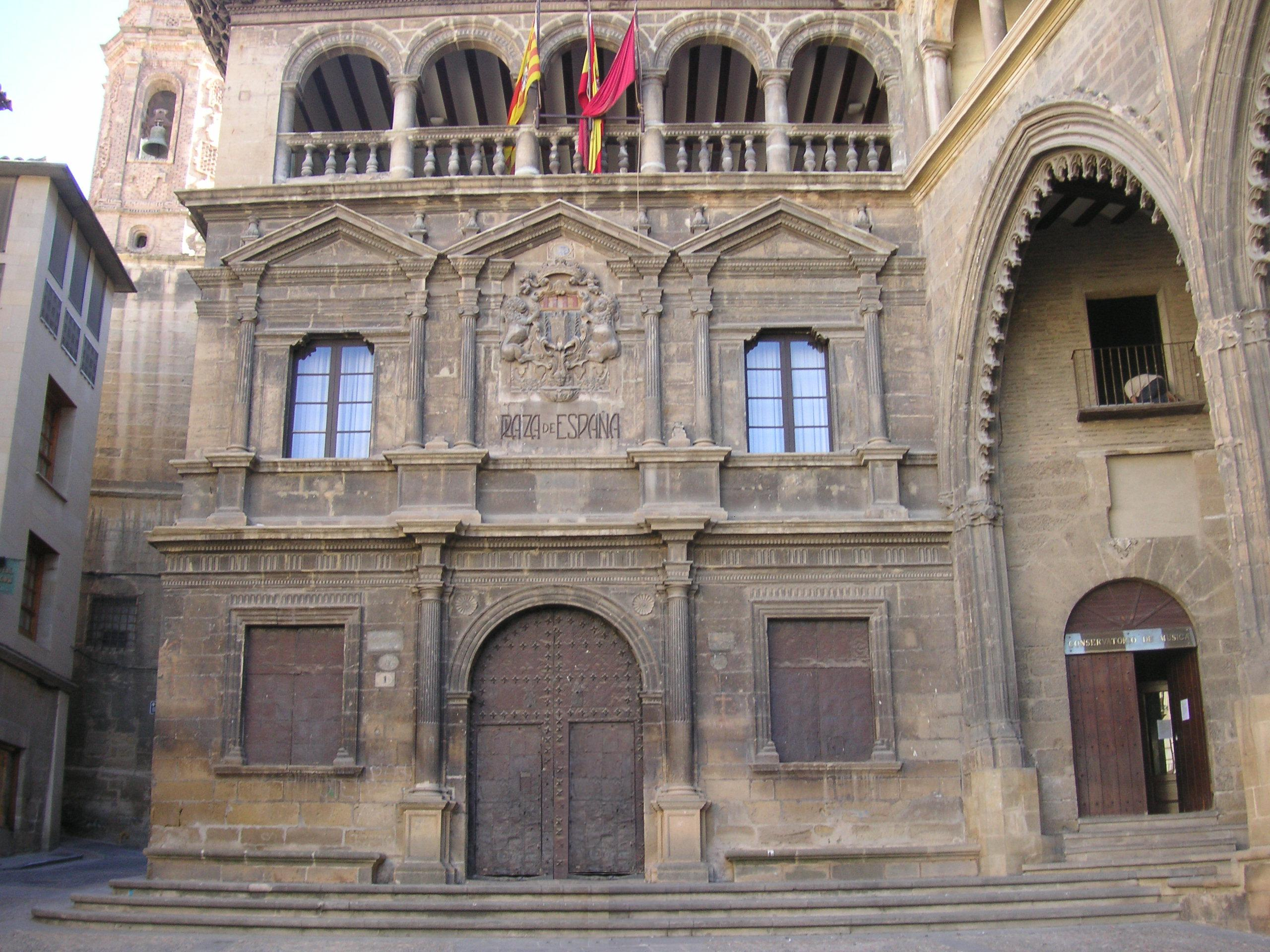
Façana principal.
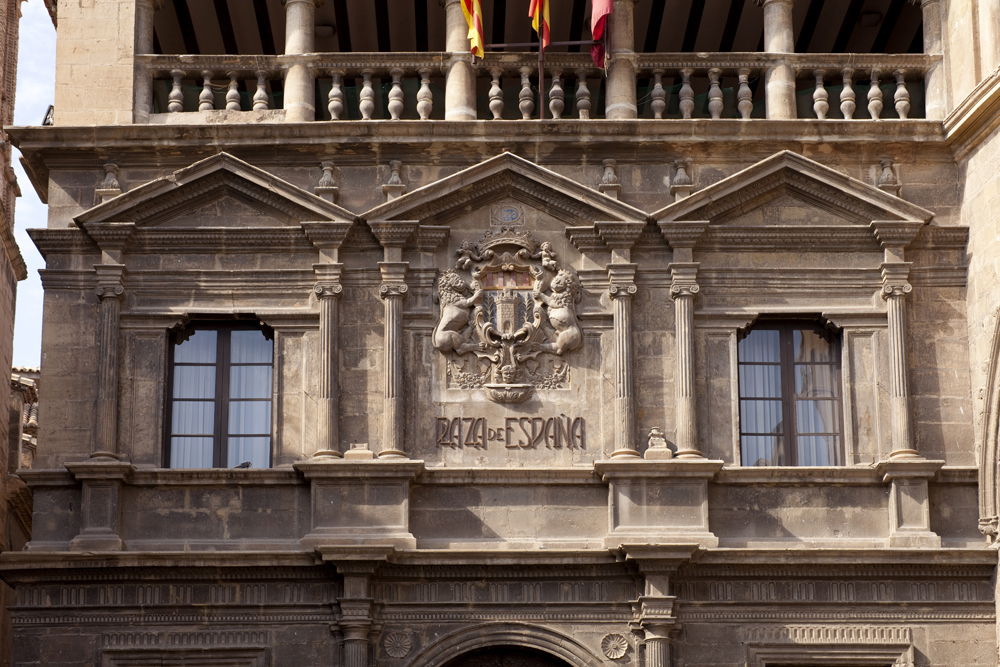
detall planta segona.
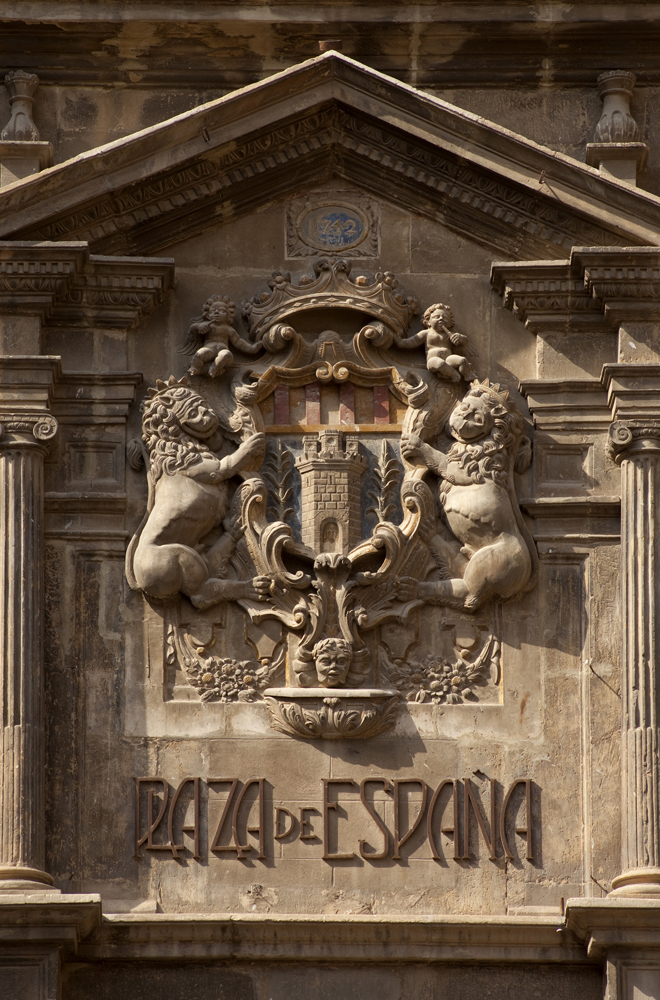
detall escut de la vila.

Per la seva banda, la planta segona de la façana lateral, de fàbrica de maó presenta un total de cinc balconades amb llinda i com a decoració presenta una franja de esquinillas que recorren horitzontalment la façana.
Finalment, la planta superior presenta una galeria d'arcs de mig punt en un total de cinc arcs, amb dovelaje acanalat i recolzats en columnes de fust llis. Per rematar la façana hi ha un ràfec de fusta molt volat.
Per la seva banda el més destacat del seu interior és la irregularitat de l'espai, tant per les successives reformes com per les ampliacions patides, sobretot durant el segle xviii. Queda interiorment una planta rectangular entorn de tres crugies paral·leles.
Existeix un pati en la planta baixa, amb set columnes, que ocupa les crugies davantera i central. Des d'aquest pati, i a través d'unes escales, es pot accedir a la planta noble, la qual queda determinada per la disposició del Saló de Sessions (amb una coberta realitzada en fusta arquitrabada) en la crugia davantera. Al costat d'aquesta estada hi ha un "quarto" per als oficials del concejo, en la crugia central, en la crugia posterior es pot observar la ubicació de l'arxiu i l'escrivania.
Per la seva banda la planta superior es distribueix de manera idèntica a la planta noble ocupant la crugia principal el Saló de Recepcions.